# Nyctemera artemis
Nyctemera artemis là một loài bướm đêm thuộc phân họ Arctiinae, họ Erebidae.